# Rezat Franconio
El Rezat Franconio es un río de la región de Franconia Media, en el estado de Baviera (Alemania), de 77 kilómetros de longitud. Junto con el Rezat Suabo, es uno de los cabeceras del río Rednitz —el cual a su vez junto con el Pegnitz, es uno de los cabeceras del Regnitz (afluente izquierdo del Meno que a su vez, y poniendo fin a esta lista de ríos, es afluente derecho del Rin)—.